# Осока скальная
Осо́ка ска́льная (лат. Carex rupestris) — многолетнее травянистое растение, вид рода Осока (Carex) семейства Осоковые (Cyperaceae).

## Ботаническое описание

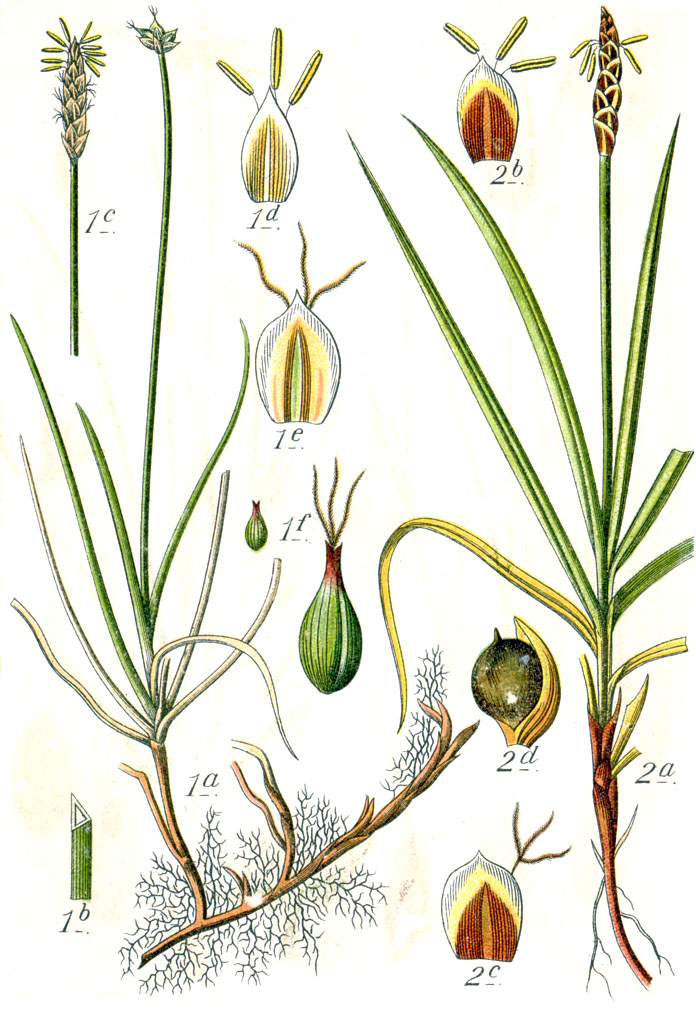
2 — Carex rupestris

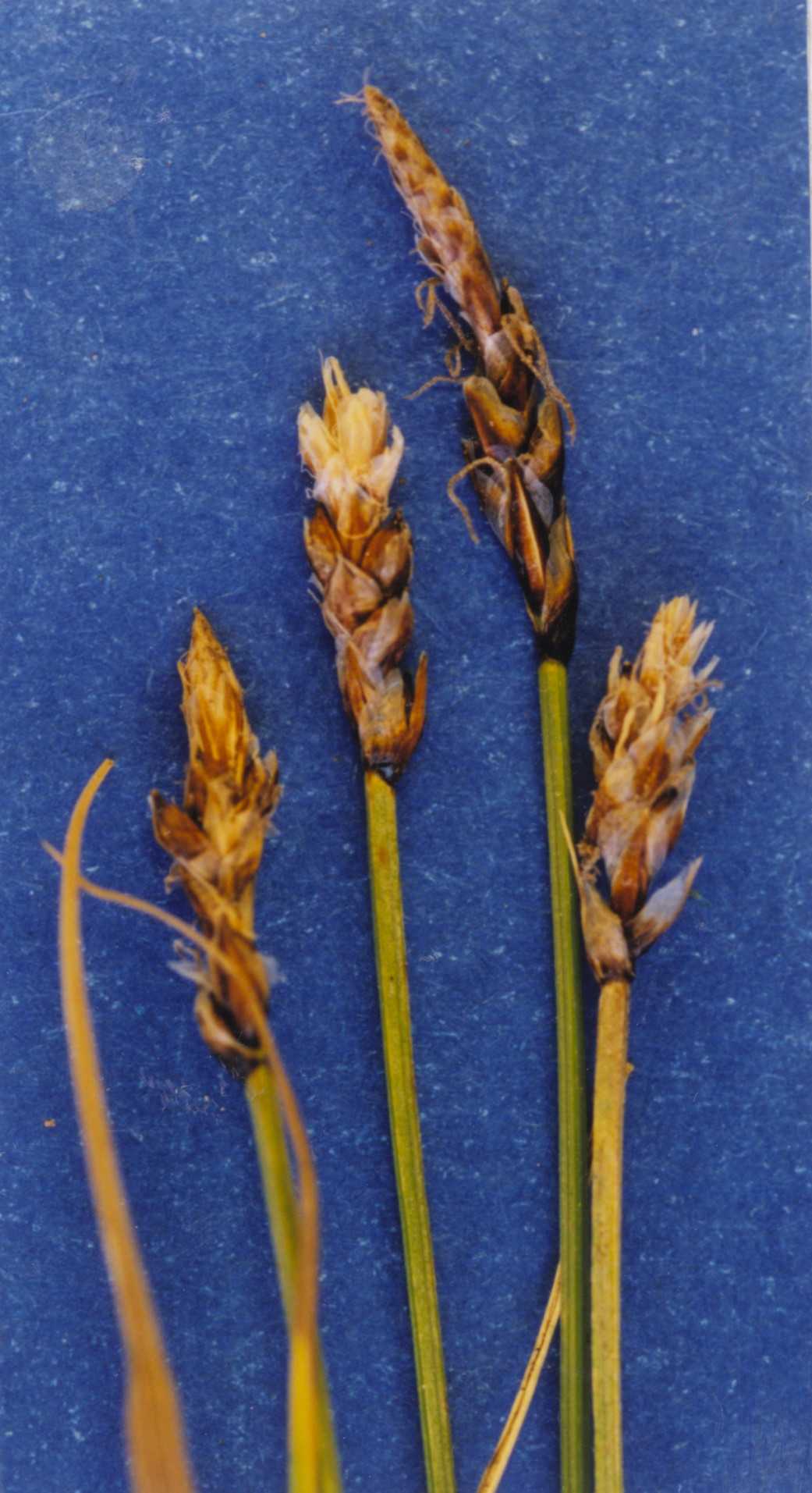
Соцветия

Растение с коротко-ползучими корневищами.
Стебли могут быть шероховатыми, 5—20 см высотой, одетые у основания и на побегах охристыми и каштаново-бурыми влагалищами листьев.
Листовые пластинки 2—2,5 мм шириной, наверху извилистые.
Колоски адрогинные, 3—4 мм в диаметре, 1—1,5(2,5) см длиной, пестичная часть с 3—10 раздвинутыми мешочками. Чешуи обратнояйцевидные, тупые или островатые, каштаново-бурые. Мешочки трёхгранные, продолговато-яйцевидные или продолговато-обратнояйцевидные, (3)3,2—4 мм длиной, перепончатые, зрелые прижатые к оси колоска, с неясными жилками, с вытянутым, постепенно суженным основанием, с коротким цельным носиком, ржаво-зелёные, позже бурые. Рылец 3.
Плод без осевого придатка.
Число хромосом 2n=50, 52.
Вид описан из Италии (Альпы, Пьемонт).

## Распространение
- Северная Европа: Исландия, Шпицберген, Фенноскандия, в том числе арктическая Скандинавия
- Атлантическая Европа: северная часть Англии
- горы Западной Европы
- Арктическая часть России: Мурман, Малоземельская тундра (Чайцын мыс), Полярный Урал, остров Вайгач, Новая Земля (северный и южный берег Маточкина Шара), низовья Енисея (Норильские горы и верховья Дудинки), Таймыр, правобережье Попигая, низовья Оленёка и район Оленёкского залива, низовья и дельта Лены, залив Борхая, среднее течение Хараулаха, Северный Анюйский хребет, район Чаунской губы, остров Врангеля, Чукотский полуостров (река Чегитунь, окрестности Чаплинских горячих источников), бассейн Анадыря
- Урал
- Кавказ
- Алтай
- Восточная Сибирь: хребет Танну-Ола, Саяны, горы Забайкалья
- Дальний Восток: Амуро-Зейское плато, Верхоянский хребет, южное Приморье, побережье Охотского моря (Аянский район), Сахалин (горы у восточного побережья)
- Центральная Азия: горы Монголии
- Восточная Азия: Корейский полуостров
- Северная Америка: Аляска, в том числе арктическая часть, северная часть Канады, Скалистые горы, Лабрадор, Канадский Арктический архипелаг, Гренландия (между 65 и 80° северной широты).

Растёт на сухих щебнистых склонах, скалах, осыпях, в сухих горных тундрах, обычно на корбонатных субстратах; в арктической тундре, верхнем, редко лесном поясах гор.

## Систематика
В пределах вида выделяются два подвида:
- Carex rupestris subsp. altimontana T.V.Ebel — Алтай
- Carex rupestris subsp. rupestris — умеренные районы Северного полушария